# ثنائي هالو ميثان
ثنائي هالو ميثان هي مركبات عضوية يتم فيها استبدال ذرتين من الهيدروجين في الميثان بذرات هالوجين. وهي تنتمي إلى مجموعة هاليد الألكيل، وتحديداً المجموعة الفرعية للهالو ميثان.
تضم مركبات ثنائي هالو ميثان عشرة عناصر، أربعة منها تمتلك نوع واحد فقط من ذرات الهالوجين وهي:
- ثنائي فلورو ميثان.
- ثنائي كلورو ميثان.
- ثنائي برومو ميثان.
- ثنائي يود ميثان.

وستة منها تمتلك نوعين من ذرات الهالوجين وهي:
- برومو كلورو ميثان.
- بروموفلورو ميثان.
- برومويود ميثان.
- كلورو فلورو ميثان.
- كلورو يود ميثان.
- فلورو يود ميثان.

## أنظر أيضا
- مونوهالوميثان
- تريهالوميثان
- رباعي الميثان